# Saint-Genès-Champespe

Saint-Genès-Champespe este o comună în departamentul Puy-de-Dôme, Franța. În 1 ianuarie 2022 avea o populație de 205 de locuitori.